# Policijska država
Policijska država je izraz, ki označuje vodenje države skozi policijo. Prvotno je pojem predstavljal vodenje države, ki je usmerjeno skozi civilno administracijo, vendar v začetku 20. stoletja pridobi čustveno, žaljiv pomen – torej stanje, ki je nezaželeno. 
Prebivalci policjske države doživljajo prepovedi gibanja ali svobode govora. Nanašajo se na politično stanje v državi, ki ga kontrolira in izvaja policija. Robert van Mohl, kateri je Nemčiji prvi predstavil pojem, stanje opiše kot anti – aristokratsko policijsko državo.

## Zgodovinska uporaba pojma
Oxfordski angleški slovar sledi frazi »Policijska država« iz leta 1851, kot vzdrževanje reda skozi aparat državne policije. Nemški izraz Polizeistaat pa je prišel v angleško uporabo v tretjem desetletju 20. stoletja, kot totaliterizem, ki se je začel pojavljati v Evropi. Zaradi različnih političnih perspektiv držav, kaj pravzaprav je primerno ravnotežje  med individualno svobodo in državno varnostjo. Točne definicije pojma »policijska država« ne moremo podati. 
Katerikoli zakon, ki ima vpliv na omejevanje svobode in pravic, vodi v smeri stanja »policijske države«. Po drugi strani pa zakoni, ki omejujejo državni nadzor, vodijo v smeri t.i. svobodne države.
Elektronska policijska država je ena izmed oblik, v kateri država agresivno uporablja elektronsko tehnologijo za nadzor nad svojimi državljani.

## Primeri držav s podobnimi lastnostmi
Sovjetska zveza in njene satelitske države vključno z Vzhodno Nemčijo in ostalimi državami sovjetskega bloka, so imeli razširjeno in represivno policijo skupaj z obveščevalnimi službami. V Vzhodni Nemčiji je bilo približno 2,5 % prebivalstva informantov, ki so zbirali informacije za Stasi.
Skozi čas aparthajda je oblast v Južni Afriški Republiki ohranjala lastnosti »policijske države« za aretacijo političnih nasprotnikov, ukinjanje organizacij, ki delujejo v nasprotju z interesi države in ostalih skupnosti.
Pod vodstvom predsednika Fulgencia Baptiste je Kuba postala avtoritarna policijska država vse do kubanske revolucije leta 1959. S tem pa se je pričel začetek komunističnega režima, katerega je vodil Fidel Castro. 
Največ policijskih lastnosti ima danes Severna Koreja, katero Novinarji brez meja označujejo kot najstrožji sistem. Severna Koreja vsebuje lastnosti z najmanj medijske svobode, ki jo popolnoma obvladuje družina Kim.